# Leonhard von und zu Egloffstein (General, 1815)
Leonhard Theodor Lothar Freiherr von und zu Egloffstein (* 3. August 1815 in Weimar; † 19. April 1900 in Blasewitz) war ein preußischer Generalmajor und sachsen-meiningischer Oberstallmeister.

## Leben

### Herkunft
Leonhard entstammte dem Hauptmännischen Ast der II. Fränkischen Linie des Adelsgeschlechts von Egloffstein. Er war ein Sohn des großherzoglich sächsischen Kammerherrn und Generalmajors August Karl von und zu Egloffstein (1771–1834) und dessen Ehefrau Isabelle, geborene Waldner von Freundstein (1785–1869).

### Militärkarriere
Egloffstein versah während seiner Zeit im Berliner Kadettenhaus Dienst als Page bei Prinzessin Augusta, der Ehefrau des späteren Kaisers Wilhelm I. Am 21. Februar 1832 wurde er dem 6. Kürassier-Regiment der Preußischen Armee überwiesen und avancierte bis Anfang August 1835 zum Sekondeleutnant. Anfang März 1846 erhielt Egloffstein unter Verleihung des Charakters als Premierleutnant seinen Abschied, trat in sachsen-meinigische Dienste über und wurde mit Patent vom 2. März 1846 als Hauptmann angestellt. Ende April 1848 nahm er auch hier seinen Abschied, um in schleswig-holsteinischen Diensten am Krieg gegen Dänemark teilnehmen zu können. Ende Oktober 1848 kehrte Egloffstein wieder in sachsen-meinigische Dienste zurück. Am 1. Juli 1853 wurde er zum Flügeladjutanten von Herzog Bernhard II. ernannt und stieg in dieser Stellung Mitte Dezember 1861 zum Oberstleutnant auf. Als es 1866 zum Krieg gegen Preußen kam, wurde Egloffstein als Unterhändler nach Nikolsburg zu Wilhelm I. entsandt. Der König kannte Egloffstein seit langer Zeit und schätze ihn. Unter der Bedingung, dass der Herzog zugunsten seines Sohnes Georg II. abdankte, gelang es Egloffstein die Selbstständigkeit Meiningens zu erhalten.
Nach der Abdankung von Bernhard II. fungierte er als Flügeladjutant von Georg II. und wurde am 19. Dezember 1867 unter Belassung in dieser Stellung sowie der Beförderung zum Oberst in den Verbund der Preußischen Armee übernommen. Als solcher nahm Egloffstein 1870/71 während des Krieges gegen Frankreich mit dem Herzog im Stab der 22. Infanterie-Division an den Schlachten bei Weißenburg, Wörth, Sedan und Orléans sowie der Belagerung von Paris teil. Ausgezeichnet mit dem Eisernen Kreuz II. Klasse wurde er nach dem Friedensschluss am 2. März 1873 mit dem Charakter als Generalmajor und der gesetzlichen Pension zur Disposition gestellt.
Nach seiner Verabschiedung lebte Egloffstein zunächst in Meiningen, bis ein schwerer Stadtbrand sein Heim 1874 in Trümmer legte. Daraufhin zog er mit seiner Familie nach Blasewitz.

### Familie
Egloffstein verheiratet sich am 4. August 1853 in Meiningen mit Mathilde Freiin von und zu Mansbach (1834–1908). Aus der Ehe gingen folgende Kinder hervor:
- Charlotte (* 1854) ⚭ Friedrich von Gayl, preußischer Hauptmann
- August (* 1858), stand in holländischen Diensten
- Hermann (1861–1938), großherzoglich sächsischer Kammerherr, Kabinettssekretär und Schriftsteller
- Klementine (1864–1899) ⚭ Charles Evans Gordon, großbritannischer Oberst